# Monuments de Séville
La ville de Séville, en Andalousie, a tenu tout au long de son histoire une place de choix dans les domaines politiques, économiques et religieux. L'importance de la ville et la richesse qui en a découlé ont attiré vers elles les meilleurs artistes, peintres, sculpteurs et architectes. Les musulmans, puis les autorités municipales, la couronne, l'Église, les nobles et les notables l'ont embellie, en y déposant les témoignages de leur puissance et de leur engagement en faveur de la cité.
Le patrimoine monumental dont Séville est dépositaire est exceptionnel par sa qualité et son ampleur. Il fait de la capitale andalouse une des plus belles d'Europe.

## Patrimoine religieux
Le rôle prééminent de Séville en matière ecclésiastique dans la péninsule remonte au Haut Moyen Âge, avec les personnages emblématiques de saint Léandre et saint Isidore, tous deux archevêques de la ville au VIIe siècle, qui ont assuré le rayonnement culturel et religieux de leur siège métropolitain. 
Avec le rétablissement de la dignité archiépiscopale de la ville au lendemain de la Reconquête, Séville redevient une ville phare dans l'univers religieux castillan. D'innombrables églises, couvents, chapelles, monastères, etc. ont depuis lors été bâtis, décorés et remaniés. Ils marquent de leur silhouette et de leur présence le paysage urbain de cette ville très religieuse.

### La cathédrale et la Giralda

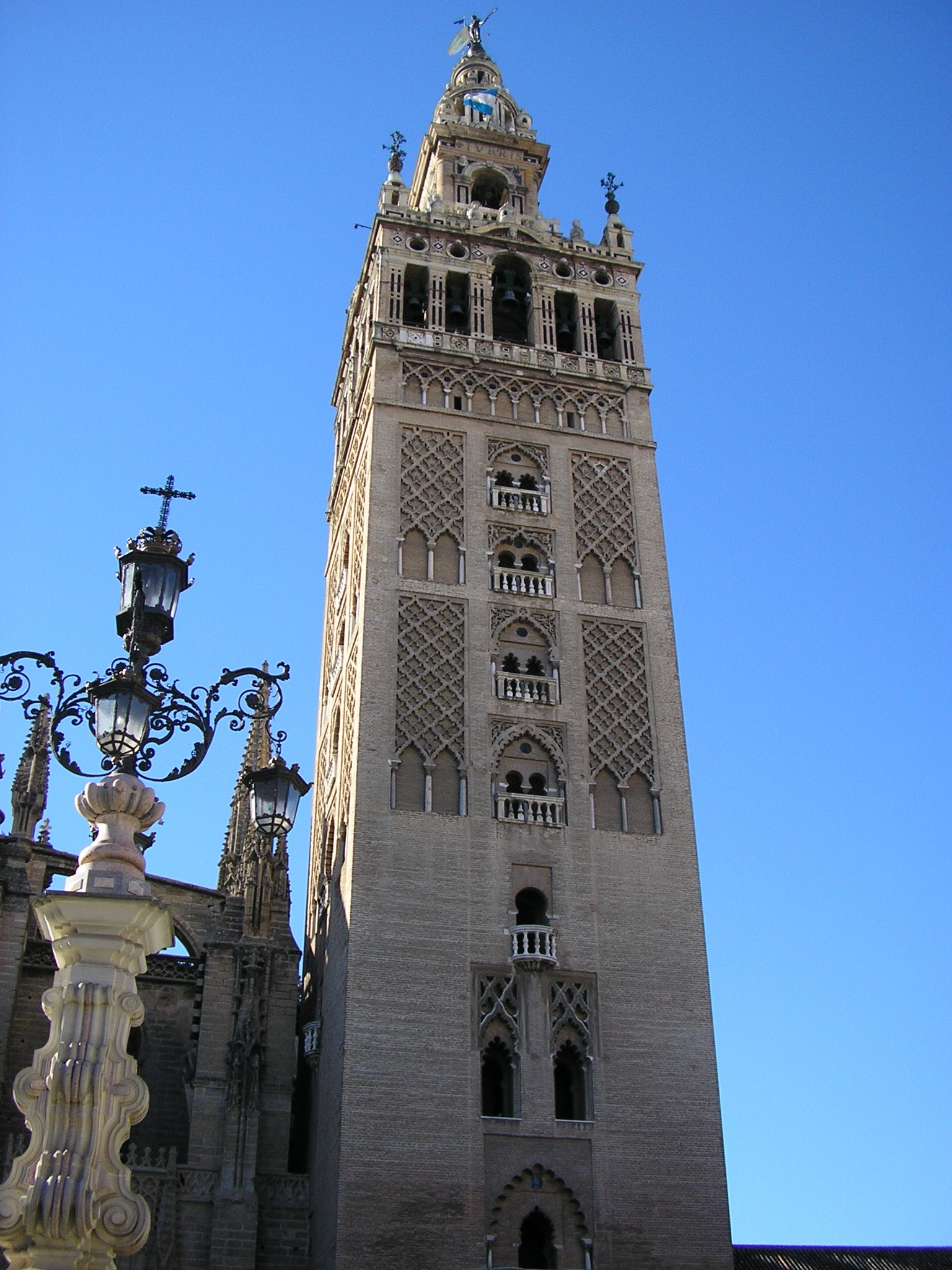
La Giralda

Établie sur l’ancienne grande mosquée almohade, la cathédrale Sainte-Marie de Séville fut construite sur ordre du chapitre à partir de 1402, en raison de l’état du temple musulman, rendu fragile par le tremblement de terre de 1356. 
Elle conserve néanmoins une partie de la cour des ablutions, et surtout l’ancien minaret, la Giralda, symbole de la ville, et sommet de l’architecture almohade en Espagne. 
Il s’agit d’un des grands sanctuaires de la Chrétienté. De style gothique tardif, l’édifice original a par la suite été doté de nombreux bâtiments annexes, de registres différents. Elle renferme par ailleurs une exceptionnelle collection d’œuvres d’art : tableaux, retables, autels, orfèvrerie, sculptures, ... Elle domine tout le quartier historique, et forme avec l’Alcázar, les Archives des Indes et le Palais archiépiscopal un des plus beaux ensembles urbains d'Espagne, s'étalant sur deux places : la Plaza Virgen de los Reyes et la Plaza del Triunfo. 
Elle est depuis 1987 classée au Patrimoine mondial de l'Humanité par l'Unesco.

### Les églises médiévales

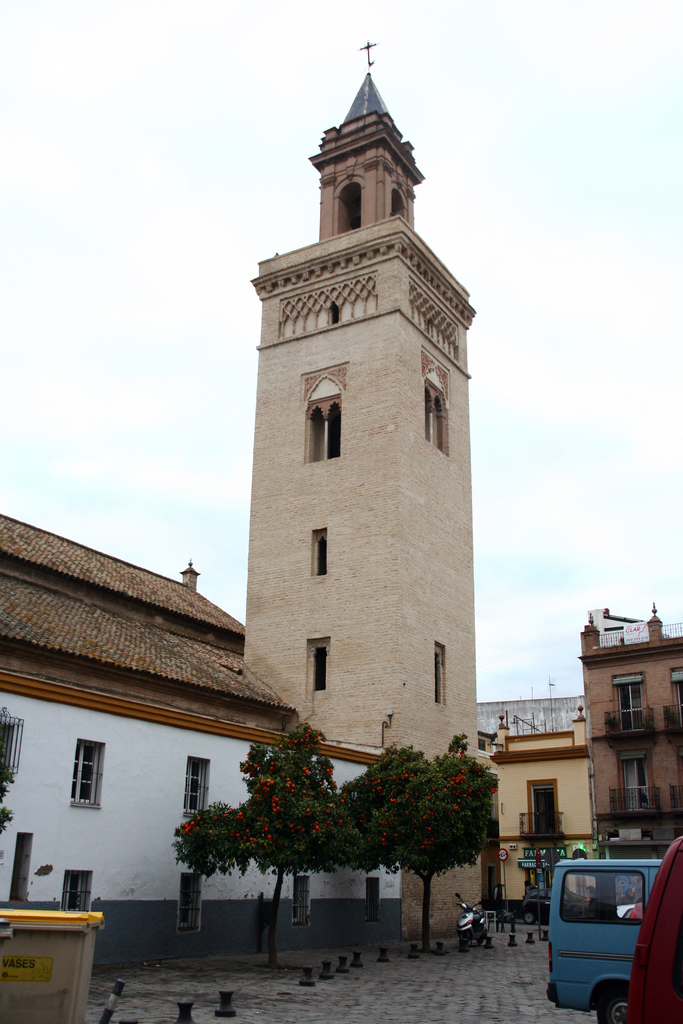
L'église de San Marcos

Après la Reconquête, Séville voit se développer un nombre croissant de paroisses. Au XIIIe siècle, la ville compte 24 églises paroissiales, plus que toute autre ville de la couronne. Ces lieux de culte sont établis dans d’anciennes mosquées, qui sont parfois démolies pour laisser place à de nouveaux sanctuaires. 
Les dégâts causés par le tremblement de terre de 1356 amènent les autorités ecclésiastiques à entreprendre de nouvelles constructions, de style gothico-mudéjar.
 Les caractéristiques de ces constructions du XIVe siècle sont leur plan à trois nefs, leur charpente en bois visible par l’absence fréquente de voûtements (souvent, seul le chœur est voûté), et un clocher de briques inspirés des minarets almohades. 
De cette époque subsistent un certain nombre d’églises. Les remaniements survenus à l’époque baroque et après le tremblement de terre de Lisbonne de 1755, ont essentiellement affecté leur décoration et leur mobilier (autels, retables, peintures, pièces d’orfèvreries, …). Elles conservent pour la plupart leur caractère médiéval. On trouve les églises :
- Omnium Sanctorum : fondée au XIIIe siècle après la reconquête de la ville, elle fut rebâtie au XIVe siècle. Souvent remaniée, elle a conservé son architecture originelle, et son caractère médiéval. La décoration intérieure a disparu après deux incendies au XXe siècle.
- San Andrés : cette église gothico-mudéjare fut fondée au XIIIe siècle, après la reconquête, mais dut être en grande partie relevée au XIVe siècle, puis à nouveau transformée en 1483.
- San Esteban : bâtie au XVe siècle, elle a préservé son aspect médiéval, et ses beaux portails gothiques sculptés. Le clocher a dû en revanche être rebâti après le tremblement de terre de Lisbonne, en 1755.
- San Gil : construite au XIIIe siècle, elle conserve de cette époque le clocher, une des chapelles, la nef et le portail. Elle fut légèrement remaniée au XVIIIe siècle.
- San Isidoro : elle date de la seconde moitié du XIVe siècle. Elle a conservé ses caractéristiques médiévales, quoiqu'au XVIIIe siècle la tour fut coiffée d’un clocher néoclassique.
- San Julián : élevée sur les fondations d’une ancienne mosquée durant la première moitié du XIVe siècle. Elle subit quelques réaménagements au XVe siècle. Incendiée en 1932, sa structure est restée intacte, mais sa décoration a péri dans les flammes.
- San Lorenzo : bâtie au XIVe siècle, vraisemblablement à l’emplacement d’une ancienne mosquée, elle a subi de très importants remaniements à partir du XVIe siècle. Seuls quelques corps d’édifices rappellent ses origines médiévales.
- San Marcos : du Moyen Âge, elle a conservé la structure, le clocher-minaret, et un beau portail gothico-mudéjar en pierre sculptée. Les trois nefs sont séparées par des rangées de hautes arcades en fer à cheval. Les trois incendies dont elle a souffert durant son histoire (le dernier durant la Guerre Civile en 1936) l’ont privée de sa décoration d’origine.
- Santa Marina : il s’agit du type même de l’église gothico-mudéjare sévillane du XIVe siècle. Elle est parvenue à nos jours en excellent état de conservation, très peu altérée par les remaniements baroques ou classiques.
- San Pedro : construite à partir de 1379, elle fut profondément réaménagée aux XVIe, XVIIe et XVIIIe siècles. La tour fut notamment couronnée d’un clocher au XVIe siècle. Elle renferme une grande quantité d’œuvres d’art.
- San Sebastián : édifiée au XVe siècle, dans le style gothico-mudéjar, sur un ancien ermitage du XIIIe siècle. Il demeura jusqu'au XIXe siècle une simple chapelle, celle du cimetière de San Sebastián, hors les murs. Elle est aujourd'hui église paroissiale du quartier El Porvenir.
- San Vicente : construite au XIVe siècle, elle a néanmoins souffert de lourds remaniements dans les siècles postérieurs. De son origine médiévale, elle conserve la charpente de bois, et les rangées d’arcades ogivales qui séparent les trois nefs.
- Santa Ana : construite à Triana (rive droite) à partir de 1276 sur ordre d’Alphonse X, c’est la plus ancienne église paroissiale de la ville. De style gothique clunisien, et achevée au XIVe siècle, elle n’a pas souffert du tremblement de terre de 1356. Néanmoins, elle fut plusieurs fois remaniée.
- Santa Catalina : c’est une des églises les plus intéressantes de la ville. Elle fut bâtie durant la seconde moitié du XIVe siècle sur les ruines d’une mosquée. Elle a conservé, en dépit des remaniements décoratifs, son allure médiévale. En 1929, le portail gothique de l’église Santa Lucía fut plaqué sur la façade.

Après les dramatiques pogroms de 1391, les trois synagogues de l'actuel quartier de Santa Cruz sont converties au culte catholique (Santa María la Blanca, Santa Cruz, San Bartolomé Nuevo). Elles ont depuis été détruites ou complètement restructurées.

### Les églises desXVIe,XVIIeetXVIIIesiècles
Avec le développement du commerce avec les Indes, de nombreuses églises furent construites à Séville. Certaines ne faisaient que remplacer des édifices antérieurs, démolis pour laisser place à de nouveaux sanctuaires. D’autres étaient fondées par faire face à l’afflux de population. 
D’une architecture extérieure sobre mais souvent rehaussée de couleurs éclatantes, ces églises se caractérisent par une abondante et exubérante décoration intérieure, sous l’influence de la Contre-Réforme. Les autels, retables mais aussi parfois les éléments architecturaux sont revêtus d’une profusion d’éléments décoratifs : sculptures, dorures, boiseries, ... La quantité exceptionnelle d’œuvres d’art qu'elles renferment (sculptures sur bois, toiles de grands maîtres, …) témoignent d’une vitalité artistique exceptionnelle, alimentée par les trésors qui se déversent dans le port de la ville.
Aux XVIIe et XVIIIe siècles, les épidémies et surtout la crise économique frappent de plein fouet la capitale andalouse. En 1680, Cadix prend la tête du commerce avec les Amériques, en 1717, la Casa de Contratación, l’organisme chargé de gérer les échanges avec le Nouveau Monde, est transféré dans la ville rivale. Paradoxalement, c’est en ces temps de dépression que Séville connaît un apogée artistique, avec l’édification d’églises et de couvents, et des commandes d’œuvres d’art toujours plus nombreuses.
Au rang des plus illustres représentantes de cette époque glorieuse figurent les églises :
- Église du Divin Sauveur : la plus grande église paroissiale de Séville fut édifiée entre 1674 et 1712.  Elle est implantée à l’emplacement de l’ancienne grande mosquée de l’époque omeyyade, élevée au IXe siècle, dont il subsiste, entre autres, la cour des ablutions. Elle s’ouvre sur une majestueuse et élégante façade de brique à reliefs sculptés en pierre. Elle est dominée par une coupole et abrite une quantité non négligeable d’œuvres d’art.
- La Anunciación : construite entre 1565 et 1579 sur des plans de Hernán Ruiz II, elle fut d’abord occupée par les Jésuites, puis servit de chapelle à l’université. Elle se distingue par sa nef au plan inspiré de la renaissance italienne, surmontée d’une coupole. Elle est décorée de peintures murales du XVIIIe siècle.
- La Magdalena : il s’agit de l’ancienne église San Pablo d’un couvent de dominicains, abandonné par ces derniers au XIXe siècle. Construite au XVIIIe siècle, elle est l’une des plus opulentes de la ville. Sa caractéristique la plus admirable est constituée par les peintures murales du XVIIIe siècle qui recouvrent les parois de l’édifice. Elle est par ailleurs dominée d’une coupole peinte ; le dôme est couvert de tuiles vernissées.
- San Luis de los Franceses : cette église, dédiée à Saint Louis fut construite entre 1699 et 1730 par Leonardo de Figueroa. Elle est considérée comme un des chefs-d’œuvre du baroque sévillan. La façade comme l’intérieur sont d’une incroyable richesse architecturale et décorative. Elle renferme une quantité impressionnante d’œuvres d’art de toutes sortes, dont un portrait de Saint Louis par Zurbarán. La coupole est un des fleurons de l’édifice.
- San Nicolás : elle fut construite au XVIIIe siècle, selon les canons du néoclassicisme, et inaugurée en 1758. Néanmoins, la décoration intérieure est clairement baroque. Les œuvres d’art y sont présentes en quantité : la totalité des parois de l’édifice est occupée par des retables, d’artistes divers.

## Les hospices
- L'Hôpital de la Charité est un ensemble hospitalier baroque datant du XVIIe siècle. Bâti à l'initiative de la confrérie de la Sainte Charité et de Miguel de Mañara, il constitue un bel exemple de l'architecture civile et religieuse sévillane de l'époque, er renferme en son église des œuvres majeures de Pedro Roldán, Murillo et Valdés Leal.

## Patrimoine civil
De par son importance économique et politique, Séville a joué un rôle de premier ordre dans l’histoire du pays. La monarchie, les institutions locales, l’Église, mais aussi les grandes familles aristocratiques et les notables locaux l’ont marqué de leur empreinte, en faisant bâtir d’innombrables maisons nobles et palais qui ont contribué à l’embellissement de la cité.

### Les palais
Parmi les plus spectaculaires édifices civils de la ville se distinguent plusieurs palais :

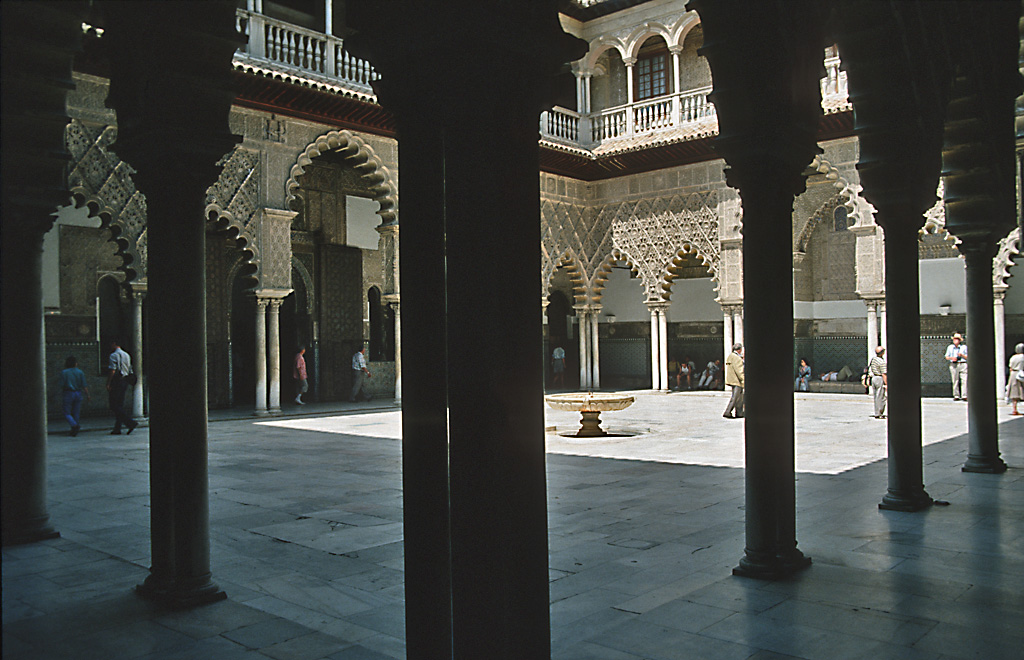
Cour des Demoiselles de l'Alcázar

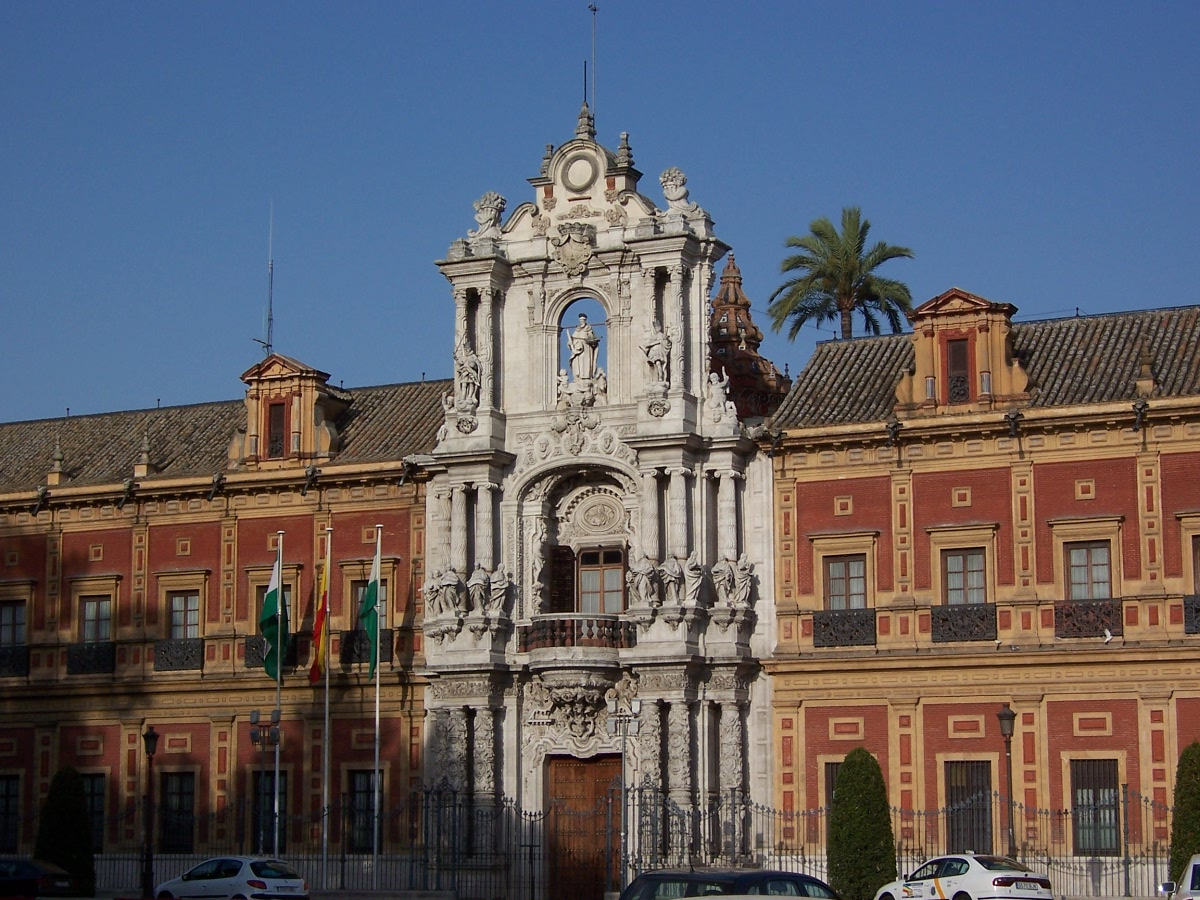
Façade du Palais de San Telmo

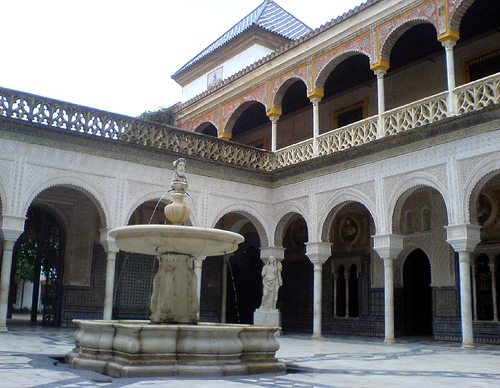
Patio principal de la Casa de Pilatos

- les Reales Alcázares, propriété de la ville, figurent toujours au rang des demeures royales. Les différents palais qui le composent furent bâtis par les rois Alphonse X, Alphonse XI, Pierre Ier et Charles Quint, puis embellis et aménagés sous leurs successeurs. Implantés à l’emplacement de l’ancien palais des gouverneurs musulmans de la ville, dont ils conservent quelques vestiges (les murailles notamment), ils constituent un véritable panorama de l’architecture espagnole du Moyen Âge et du XVIe siècle : constructions gothiques, mudéjares, renaissance se mêlent harmonieusement, aux côtés de jardins réputés pour leur beauté. Ce monument a été classé au Patrimoine mondial de l’Humanité par l’Unesco en 1987[2].
- Casa de Pilatos : bâtie au XVIe siècle, cette demeure seigneuriale est considérée comme le plus parfait témoignage du genre à Séville et comme le prototype du palais andalou. Sa construction fut décidée par don Pedro Martínez, Adelantado Mayor de Andalucía (le plus haut représentant de la Couronne en Andalousie), et sa femme, Catalina de Ribera, puis menée à bien par leur fils, don Fadrique. Organisée autour de patios et jardins, la demeure se distingue par sa très riche décoration, son architecture hybride mêlant les styles gothique, mudéjar et renaissance, et ses collections archéologiques romaines, en provenance d’Itálica.
- Palais archiépiscopal : il s’agit de la résidence officielle des archevêques de Séville et de leur administration. Construit au XVIIIe siècle à l’emplacement d’un palais médiéval, il constitue un des beaux témoignages de l’architecture baroque locale. Les pièces maîtresses en sont la façade, ornée d’un portail sculpté de grande qualité, et l’escalier monumental.
- Palais de San Telmo : la construction de ce vaste palais commença en 1682, afin d’accueillir l’École de Marine, placée sous la protection de Saint Elme, patron des navigateurs. Réaménagé au XVIIIe siècle, il passe en 1844 à la famille des Ducs de Montpensier. C’est l’un des fleurons de l’art baroque sévillan, doté d’immenses jardins. Il est aujourd’hui le siège de la Présidence du Gouvernement andalou.
- Palacio de las Dueñas : résidence de la famille des Ducs d’Albe, ce grand palais seigneurial est un ensemble de constructions de styles gothique, mudéjares et renaissance, datant des XVe et XVIe siècles, puis réaménagés par la suite. Il s’ordonne autour de jardins et de patios, et renferme une importante collectios d’œuvres d’art.
- Palais de la comtesse de Lebrija : demeure seigneuriale construite aux XVe et  XVIe siècles, pour la famille de la comtesse de Lebrija, qui n'en est plus propriétaire. Il abrite une des plus belles collections de pièces archéologiques romaines d’Andalousie (mosaïques, marbres). Comme la plupart des palais sévillans, l’architecture et la décoration mêlent des éléments mudéjars, gothiques, renaissance et baroques.

### Autres monuments remarquables
D’autres monuments remarquables par leur architecture, leur décoration ou leurs dimensions sont également répartis à travers la ville :

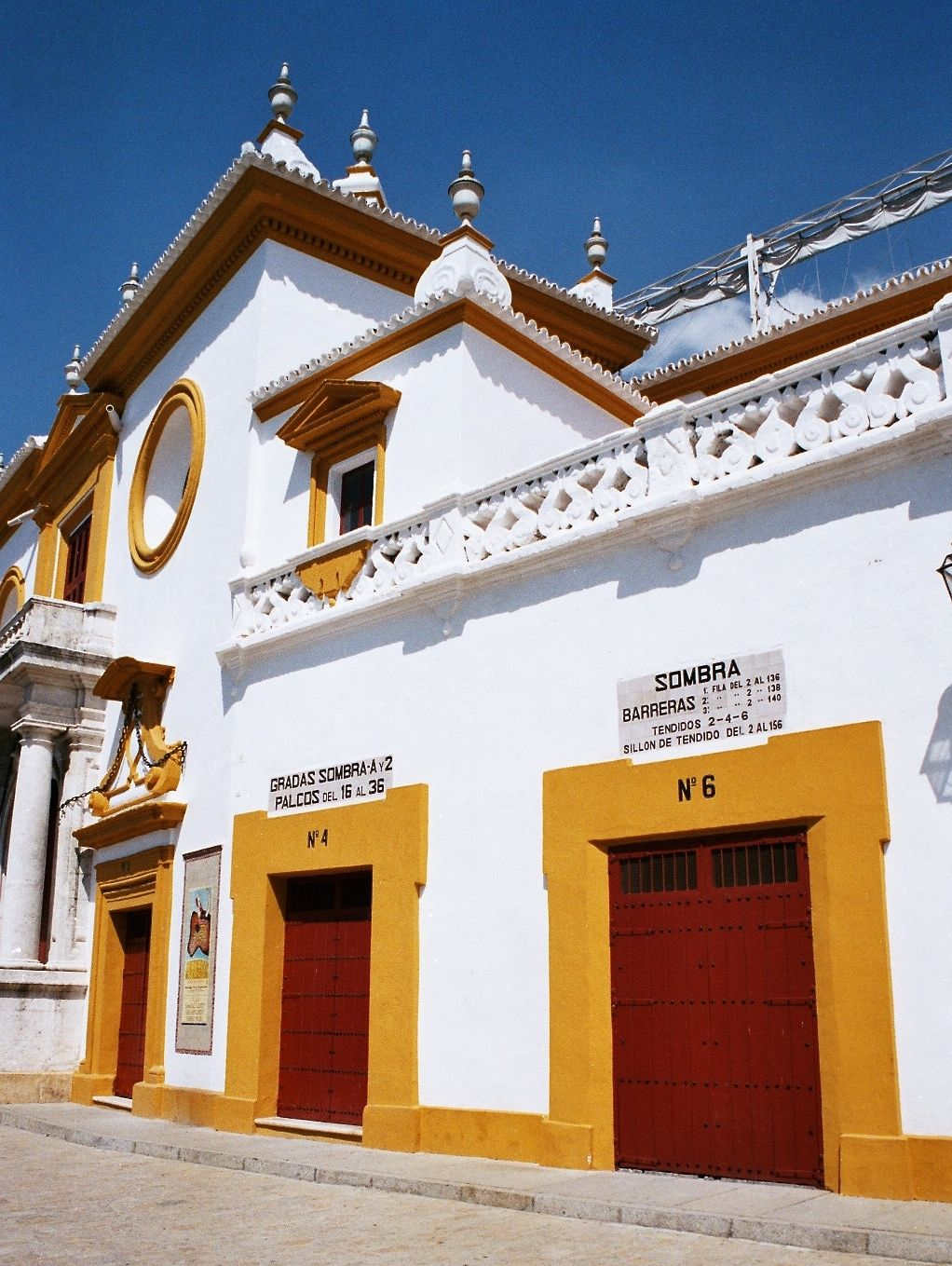
Arènes de Séville

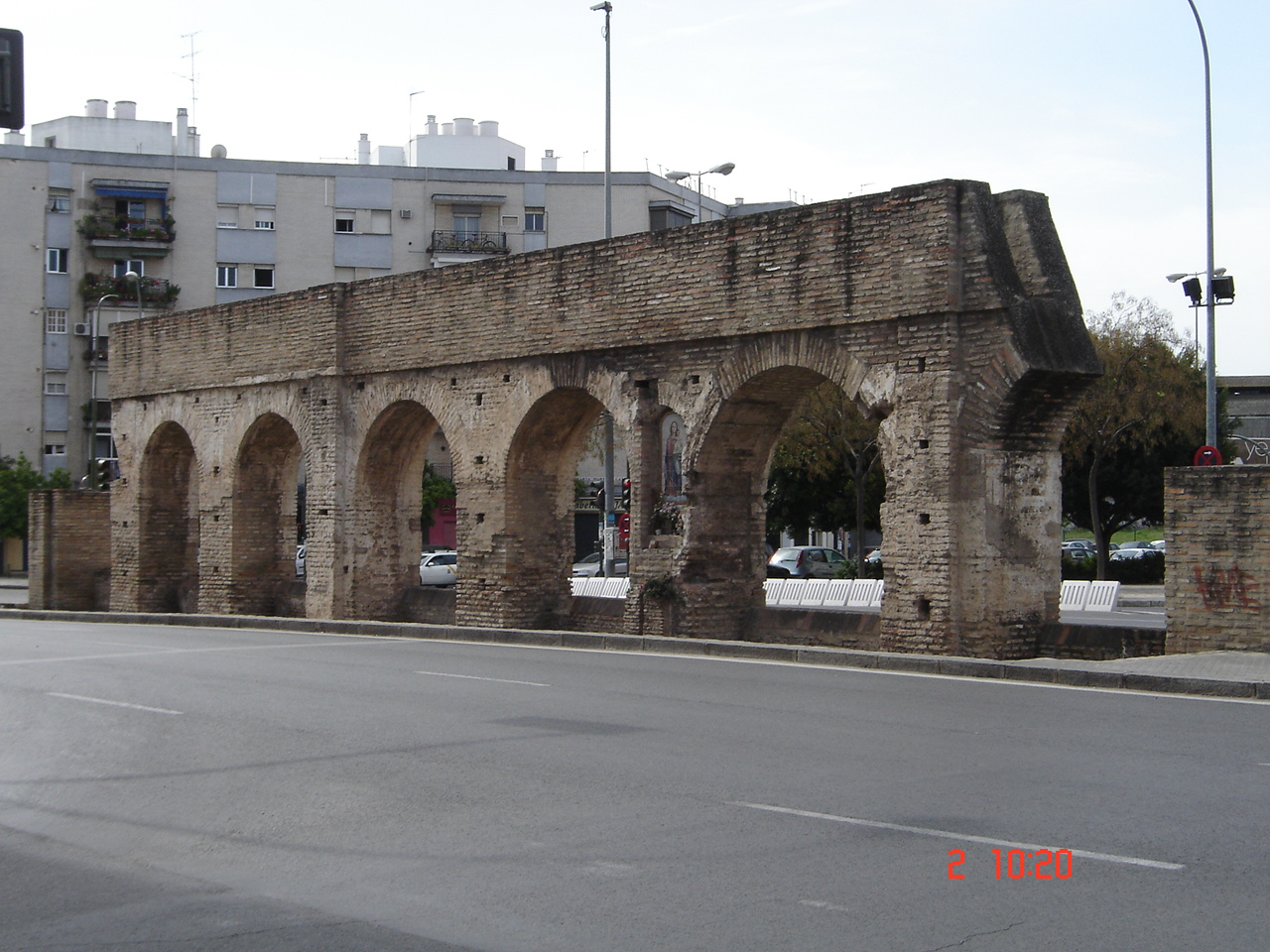
Caños de Carmona, vestiges de l'antique aqueduc

- l' Hôtel de ville de Séville : c’est un édifice plateresque, entamé au XVIe siècle, sur les fondations du monastère de San Francisco. Cette réalisation de la renaissance ne fut jamais achevée. À la fin du XIXe siècle, au moment de l’aménagement de la plaza Nueva, il fut décidé de construire un nouveau bâtiment néo-classique, qui fut adossé à l’ancienne façade du XVIe siècle, donnant sur la place San Francisco.
- Archivo General de Indias : face au développement du commerce avec les Indes, Philippe II décide de fonder en 1572 une bourse de commerce : la Casa Lonja de Mercaderes. Dessiné par Juan de Herrera, l’édifice sobre de style renaissance commença à être utilisé dès 1598 ; les travaux se prolongèrent néanmoins jusqu’au milieu du XVIIe siècle. Sur décision de Charles III, il abrite depuis 1785 les archives des Indes, à savoir la documentation de la Couronne en relation avec la conquête de l’Amérique, et l'exploitation du Nouveau Monde sous l’Empire espagnol.
- Caños de Carmona et temple romain : seuls vestiges visibles de l’Hispalis romaine. Il s’agit respectivement des restes d’un aqueduc romain (restauré sous les Almohades, puis détruit en 1912), et de trois colonnes d’un ancien temple romain de l’époque d’Hadrien vraisemblablement dédié à Hercule. Deux autres colonnes de cet ensemble ont été transportées sur la Alameda de Hércules.
- Plaza de Toros de la Real Maestranza de Caballería de Sevilla : les arènes de Séville, appartenant à un ancien ordre de chevalerie (la Real Maestranza de Caballería), sont les plus anciennes d’Espagne, après celles de Ronda. Elles furent élevées à compter du XVIIIe siècle, mais des difficultés de financement prolongèrent longtemps les travaux. Elles sont de style baroque sévillan.
- Real Fábrica de Tábacos : l’édifice abrite aujourd’hui le rectorat et les facultés littéraires et de droit de l’université de Séville. Construit au XVIIIe siècle (entre 1728 et 1763), cet immense monument (le plus vaste d’Espagne, après l’Escorial) mêlant les styles baroque et classique, fut conçu à l’origine pour accueillir la fabrique royale de tabac, activité qui se poursuivit dans ces murs jusqu’au lendemain de l’Exposition ibéro-américaine de 1929.
- Hospital de las Cinco Llagas : Catalina de Ribera fonde au XVIe siècle un hospice pour les nécessiteux. Après sa mort est entamée la construction d’un gigantesque hôpital, disposé autour de patios et d’une chapelle centrale. Cette œuvre de la Renaissance andalouse a conservé sa fonction hospitalière jusqu’au XXe siècle, puis fut fermé en raison de son état de délabrement. Restauré, il abrite aujourd’hui le Parlement régional andalou.
- Hôtel Alfonso XIII : construit dans les années 1920 à l'occasion de l'Exposition ibéro-américaine, il est un splendide exemple d'architecture régionaliste, très influencée par l'art mudéjar. Il représente le fleuron de l'hôtellerie andalouse.
- Théâtre Lope de Vega : construit à l'occasion de l'Exposition ibéro-américaine, il présente une belle architecture néo-baroque. Il est aujourd'hui un des hauts lieux de la vie culturelle locale.
- Théâtre de la Maestranza : édifié à l'occasion de l'Expo 92, il constitue une des toutes premières scènes d'opéra en Espagne. Son architecture, résolument moderne, intègre des éléments des anciens arsenaux de la ville.
- Corral del Conde: bâtiment historique expressif de l'architecture populaire sévillane.

## Patrimoine militaire
L’enceinte fortifiée entourait une surface de 300 hectares, sur un périmètre de 6 kilomètres, ce qui en faisait une des plus étendues d’Europe. Hérissés de 150 tours et ponctués de douze portes, les remparts servaient à se protéger des agresseurs, mais aussi des crues du fleuve. Ils furent élevés en 1023 par le roi Abud-Qasim-Musammad ben Abbad, après que l’ancienne muraille eut été détruite par le calife Abd al-Rahman III au Xe siècle. Renforcés au XIIIe siècle par les Almohades puis par les chrétiens, ils furent démolis en 1861. Il ne subsiste plus guère que quelques traces de ces installations militaires, les plus importants étant :

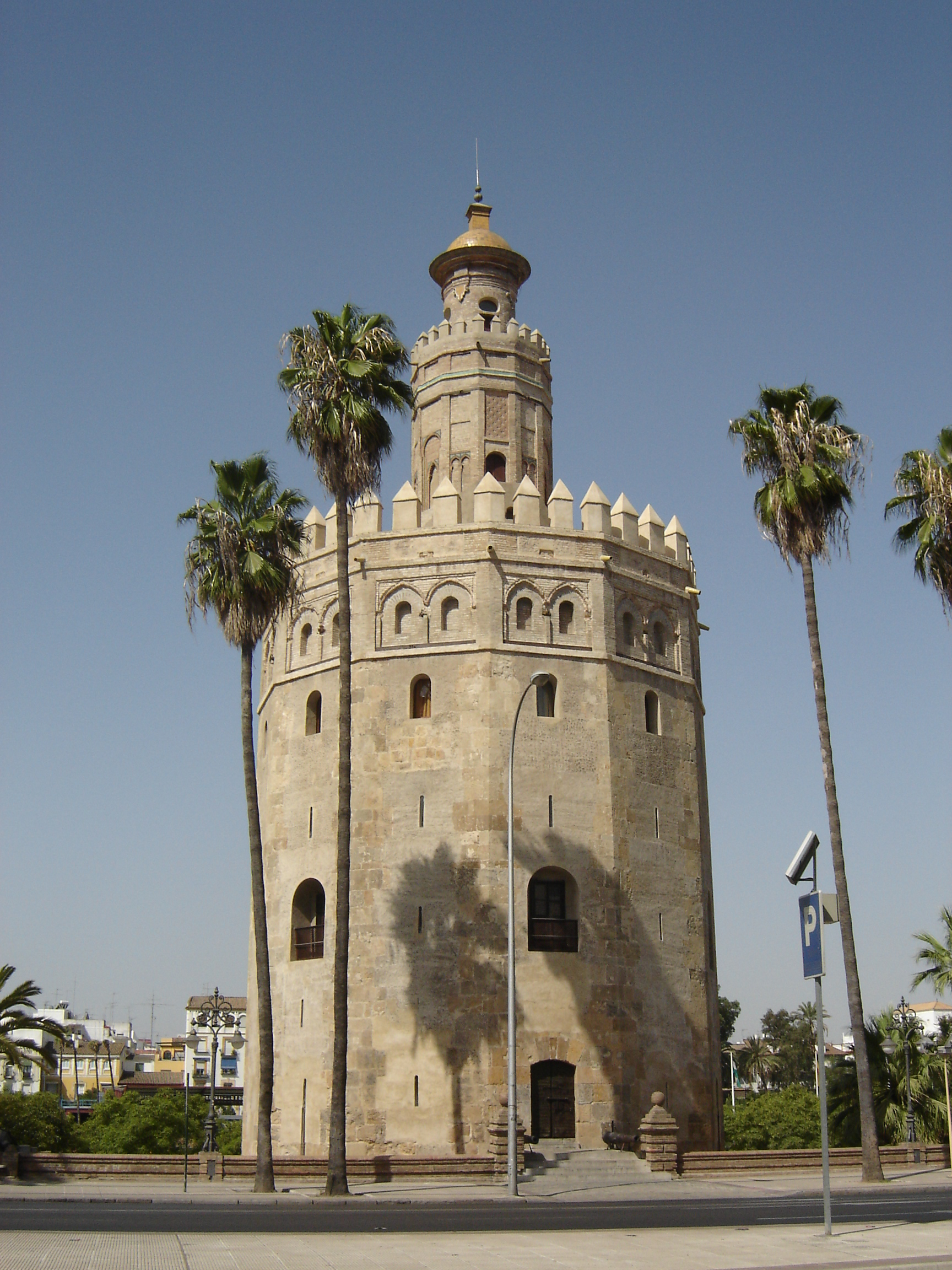
La tour de l'Or

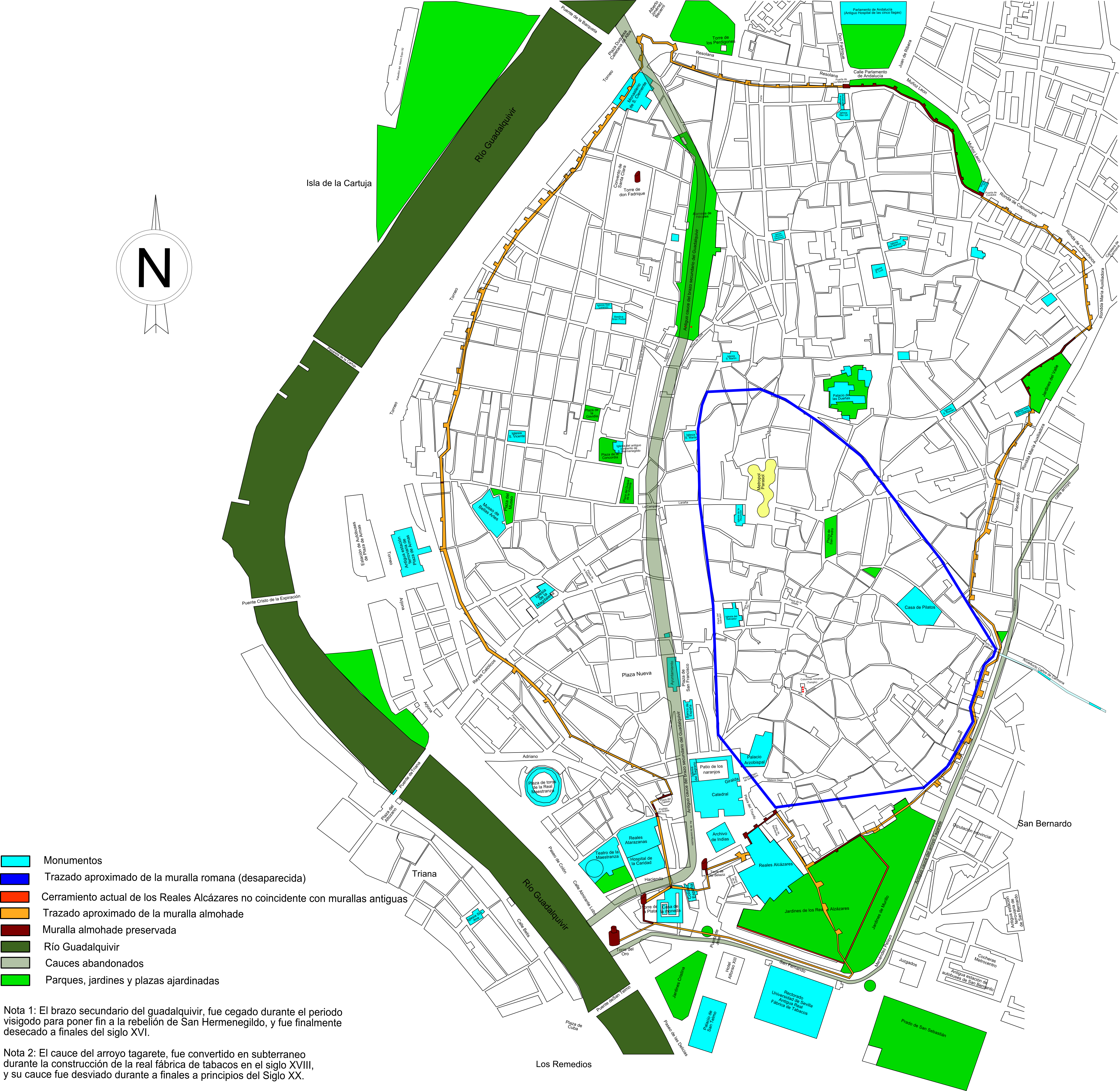
Plan des remparts au XVIIe siècle

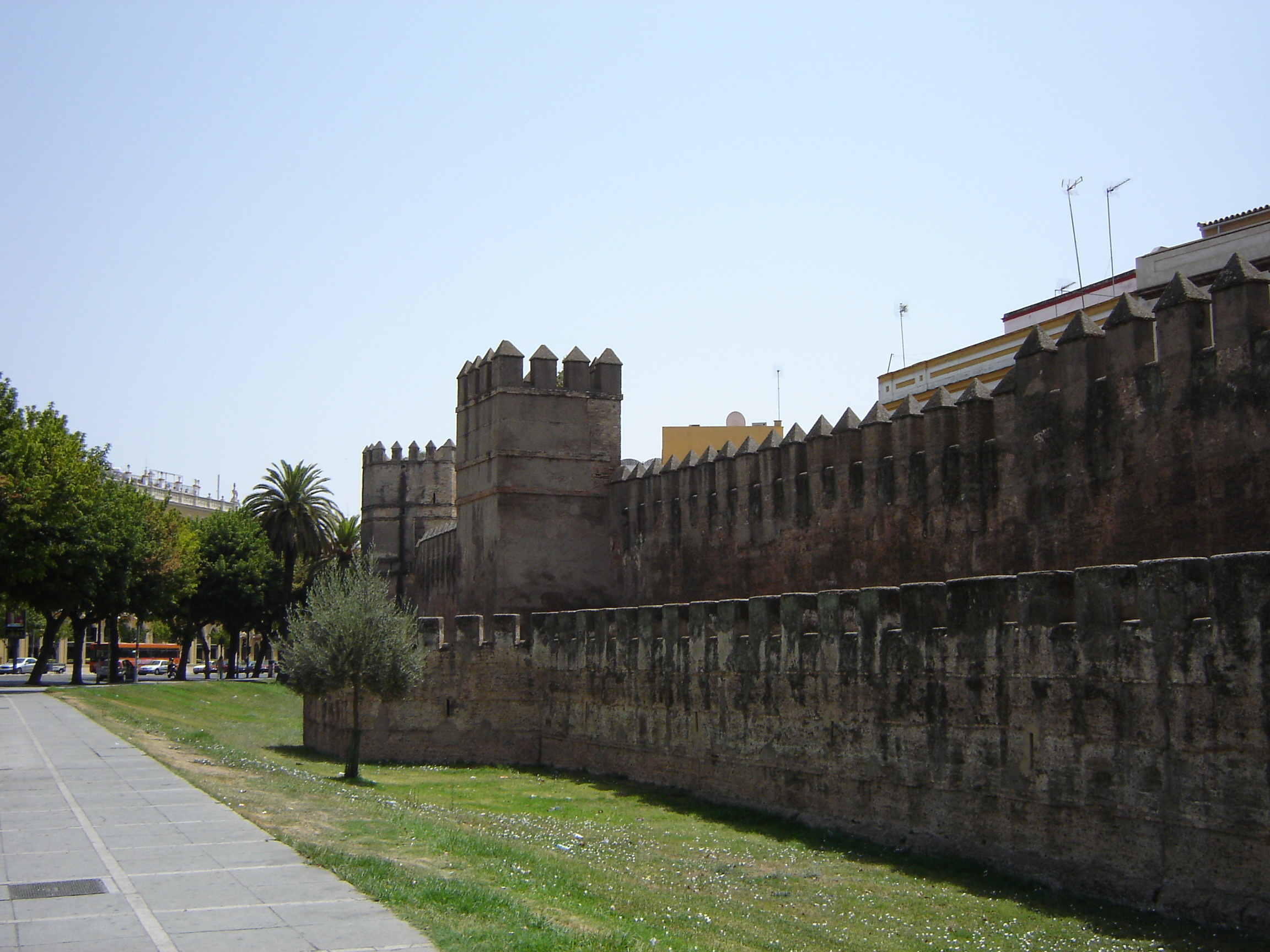
La muraille longeant la Macarena

- Muraille de la Macarena : au nord du centre historique, le long du district de Macarena. Partant de la porte éponyme, ce tronçon se prolonge sur quelques centaines de mètres et conserve plusieurs tours et une autre porte, la porte de Cordoue ;
- la Torre del Oro : cette tour de plan dodécagonal, implantée au bord du fleuve, fut bâtie en 1221, et rattachée à la muraille de la ville. Elle abrite aujourd’hui un musée naval. C'est avec la Giralda un des symboles de la ville.
- la Torre de la Plata : appartenant à la muraille, cette tour octogonale fut construite au XIIIe siècle, par les Almohades.
- Par ailleurs, d’autres tours et pans de rempart ont été conservés, et se sont fondus dans les constructions postérieures. Ainsi, l’on peut aisément suivre le tracé de la muraille entre l’Alcázar et la tour de l’Or, où sont visibles des restes de fortifications dans les rues, entre les bâtiments d’habitation, ou derrière la Torre de la Plata. Des vestiges significatifs ont d'autre part été mis au jour le long de l'Université, lors des travaux de construction d'une station de métro[3].